# Basztan
Basztan (biał. Баштан; ros. Баштан) – osiedle na Białorusi, w obwodzie homelskim, w rejonie homelskim, w sielsowiecie Hrabauka.
Znajduje tu się stacja kolejowa Cierucha, położona na linii Homel - Czernihów.